# Aulopus cadenati
Aulopus cadenati is een straalvinnige vissensoort uit de familie van draadzeilvissen (Aulopidae). De wetenschappelijke naam van de soort is voor het eerst geldig gepubliceerd in 1953 door Max Poll.